# KISS (programtervezési minta)
A KISS (az angol keep it simple, stupid, vagy keep it stupid simple rövidítése, azaz „maradjon ostobán egyszerű”) az Egyesült Államok Haditengerészete által 1960-ban megfogalmazott programtervezési minta. A KISS elv szerint a legtöbb rendszer akkor működik a legjobban, ha azt egyszerűnek hagyják, és nem teszik egyre bonyolultabbá. Ezért az egyszerűségnek a tervezés egyik fő céljának kell lennie, és kerülni kell az olyan összetételeket, amelyekre nincs szükség. A KISS kifejezést Kelly Johnson repülőgépmérnökhöz társították. A "KISS elv" kifejezés használata 1970-től népszerű.

## Változatai
Az elv valószínűleg hasonló minimalista fogalmakból származik, mint például Occam borotvája, „Az egyszerűség a kifinomultság csúcsa” (Leonardo da Vinci), „Tömörség az eszme lelke” (William Shakespeare), „A kevesebb több” (Mies Van Der Rohe), „Egyszerűsítsd az egyszerű feladatokat!” (Bjarne Stroustrup), „Valami nem attól tökéletes, hogy már nem lehet semmit hozzátenni, hanem attól, hogy semmit nem lehet elvenni belőle” (Antoine de Saint-Exupéry). Colin Chapman, a Lotus Cars alapítója azt kérte a tervezőktől, hogy „egyszerűsítsék, majd adjanak hozzá könnyedséget”. A Heath Robinson és Rube Goldberg grafikusok által rajzolt gépek, amelyek szándékosan túl bonyolult megoldásokat kínálnak egyszerű feladatokra vagy problémákra, humoros példák a „nem KISS” megoldásokra.

## A szoftverfejlesztésben
- Ne ismételd önmagad (DRY)
- Minimalizmus (számítástechnika)
- Unix-filozófia
- Arch Linux
- Slackware
- Chartjunk
- Reduced Instruction Set Computing
- Rule of least power
- Nem lesz szükséged rá (YAGNI)

## Lásd még
- Önkéntes egyszerűség

## Külső hivatkozások
- Kiss Principle
- The KISS Principles for ORM Products

## Fordítás
- Ez a szócikk részben vagy egészben  a   KISS principle című angol Wikipédia-szócikk ezen változatának fordításán alapul.  Az eredeti cikk szerkesztőit annak laptörténete sorolja fel. Ez a jelzés csupán a megfogalmazás eredetét és a szerzői jogokat jelzi, nem szolgál a cikkben szereplő információk forrásmegjelöléseként.